# Julie Pinson
Julie Pinson (Fremont (Californië), 7 november 1967) is een Amerikaans actrice.
Pinson is het meest bekend voor haar rol van dokter Eve Lambert Collins in de soap Port Charles, ze speelde de rol sinds het begin van de serie in 1997 tot haar personage omkwam in 2002. In 2004 speelde ze voor enkele maanden de rol van Shiloh in The Young and the Restless. 
Ze wordt weleens verward met actrice Lisa Rinna. Daarom wilden de schrijvers van Days of our Lives haar ook voor de rol van Billie Reed vragen, een rol die Rinna vroeger speelde, maar uiteindelijk ging Rinna akkoord om terug te keren, al zou het slechts voor een paar maanden zijn. In 2004 wilde Rinna weer terugkomen voor een korte stop, maar de schrijvers wilden dat het personage langer zou blijven deze keer en boden Pinson de rol aan.
Van 2008 tot 2010 speelde Pinson in As the World Turns de rol van Janet Ciccone-Snyder.
In augustus 2006 trouwde Pinson met (Days of our Lives) collega Billy Warlock. Warlock werd een maand later ontslagen vanwege bezuinigingen.